# 301061 Egelsbach
301061 Egelsbach è un asteroide della fascia principale. Scoperto nel 2008, presenta un'orbita caratterizzata da un semiasse maggiore pari a 2,2158432 UA e da un'eccentricità di 0,1052377, inclinata di 2,92390° rispetto all'eclittica.